# IC 3817
IC 3817 је галаксија у сазвјежђу Береникина коса која се налази на листи објеката дубоког неба у Индекс каталогу.
Деклинација објекта је + 22° 49' 54" а ректасцензија 12h 49m 43,4s. Привидна величина (магнитуда) објекта IC 3817 износи 16,2 а фотографска магнитуда 17,0.